# Casalattico
Casalattico ist eine italienische Gemeinde in der Region Latium, Provinz Frosinone in Mittelitalien mit 525 Einwohnern (Stand 31. Dezember 2023). Sie liegt 49 km östlich von Frosinone und 131 km östlich von Rom.

## Geographie
Casalattico liegt am Nordabhang des Massivs des Monte Cairo oberhalb des Tals des Melfa. Es ist Mitglied der Comunità Montana Valle di Comino.
Die Gemeinde besteht aus den Ortsteilen Casalattico, Macchia, Monforte (früher Mortale), Montattico, San Nazario und Sant’Andrea.
Die Nachbargemeinden sind Arpino, Atina, Casalvieri, Colle San Magno, Santopadre und Terelle.

## Geschichte
Titus Pomponius Atticus hatte hier ein Landgut. Dies beweist eine Inschrift, die besagt, dass Pomponius eine Straße bauen ließ, die Montattico mit Atina verband. Er ist auch Namensgeber von Casalattico (Casale Attico = Haus des Atticus) und Montattico. In der Völkerwanderungszeit wurde das Gebiet stark in Mitleidenschaft gezogen.
Vor dem Jahr 1000 wurde das Benediktinerkloster San Nazario, vermutlich über einem römischen Tempel am Ufer des Melfa, erbaut. Das Gebiet gehörte in dieser Zeit zum Fürstentum Capua. Die Fürsten Pandulf IV. und Pandulf V. bestätigten jeweils dem Kloster Montecassino den Besitz von San Nazario.
Am 9. September 1349 wurde das Gemeindegebiet von einem schweren Erdbeben verwüstet.
Am Anfang des 17. Jahrhunderts war das Kloster San Nazario verlassen und wurde zum Steinbruch für die umliegenden Weiler. Im 19. Jahrhundert war das Gebiet ein Zentrum der Briganten.
Ab Beginn des 20. Jahrhunderts wanderten viele Bewohner des Dorfes nach Irland aus und eröffneten Kleingewerbe im Imbissbereich. Der erste Fish-and-Chips-Imbiss in der Republik Irland wurde 1904 eröffnet. Noch in den 1990er Jahren kamen drei Viertel der italienischen Einwanderer Irlands aus Casalattico und seiner näheren Umgebung – ein klassisches Beispiel für eine Kettenwanderung.
1927 wurde Casalattico eine Gemeinde in der neugegründeten Provinz Frosinone. Im Zweiten Weltkrieg wurde die Gemeinde, da sie auf der Gustav-Linie lag vollständig evakuiert. Nach dem Krieg setzte bis in die 1970er Jahre eine Phase der Emigration ein. Heute lebt die Gemeinde von der Landwirtschaft und dem aufkommenden Ökotourismus.

## Bevölkerungsentwicklung
| Jahr      | 1861 | 1881 | 1901 | 1921 | 1936 | 1951 | 1971 | 1991 | 2001 |
| --------- | ---- | ---- | ---- | ---- | ---- | ---- | ---- | ---- | ---- |
| Einwohner | 2083 | 1873 | 1483 | 2769 | 1130 | 1124 | 513  | 720  | 675  |

Quelle: ISTAT

## Politik
Giuseppe Benedetti wurde im Mai 2006 zum Bürgermeister gewählt. Mit Datum vom 6. Juni 2016 übernahm er eine weitere Amtszeit.

### Partnerstadt
- Naas (Kildare)

## Sehenswürdigkeiten
- In der Pfarrkirche San Barbato befinden sich Fresken des 18. Jahrhunderts des polnischen Malers Tadeusz Kuntze, genannt Taddeo Polacco.
- In der Archäologischen Zone San Nazario wurden die Reste des Klosters sowie antiker Vorgängerbauten ausgegraben.

## Söhne und Töchter des Ortes
- Charles Forte, Baron Forte (geboren als Carmine Forte, 1908–2007), britischer Hotelier und Mitglied des House of Lords. Sein Geburtsort Mortale nannte sich im zu Ehren in Monforte um.